# 木村恵輔
木村 恵輔（きむら けいすけ、1987年12月25日 - ）は、日本のラグビー選手。

## プロフィール
- 群馬県出身。
- ポジションはスタンドオフ(SO)、センター(CTB)。
- 身長 182cm、体重 85kg
- ニックネームはケイスケ、キム[1]。
- 関東代表に選ばれたことがある[2]。

## 略歴
4歳からラグビーを始めた。
2006年、東農大二高校卒業後、関東学院大学に入る。
2010年、関東学院大学卒業後、三洋電機ワイルドナイツ（現・パナソニック ワイルドナイツ）に加入。
2013年8月31日に行われたジャパンラグビートップリーグ第1節の近鉄ライナーズ戦にて途中出場で公式戦初出場を果たす。
2016年、パナソニック ワイルドナイツを退団した。